# George Ritzer
George Ritzer   (Nova York, 14 d'octubre de 1940) és un sociòleg, professor i autor estatunidenc. Els seus principals camps d'estudi són la globalització, la metateoria sociològica, els patrons de consum i la teoria social moderna i postmoderna.
Una de les seves principals aportacions és el concepte de McDonaldització, en el qual aplicà la idea de racionalització de Max Weber a l'anàlisi de la indústria del menjar ràpid. Ritzer va encunyar el terme en un article de 1983 publicat per The Journal of American Culture, desenvolupant-lo posteriorment al llibre La McDonaldització de la Societat (1993).
Ritzer ha escrit molts llibres de sociologia general, incloent-hi Introduction to Sociology (2012) i Essentials to Sociology (2014), així com llibres de text universitaris sobre teoria social, com ara: Teoria Sociològica Clàssica (2000) i Teoria Sociològica Moderna (2002). En conjunt, les seves obres s'han traduït a més de 20 idiomes. La McDonaldització de la Societat, per si sola, se n'ha traduït a una dotzena.
Ritzer és professor emèrit distingit a la Universitat de Maryland, College Park.

## Trajectòria acadèmica
Fill d'una família de classe treballadora novaiorquesa, va assistir a l'escola pública Bronx High School of Science. En graduar-se, començà l'educació superior al City College de Nova York (CCNY), una universitat pública i gratuïta on Ritzer, inicialment, va planejar estudiar empresarials i comptabilitat.
Al capdavall, després de valorar negativament l'opció dels estudis d'empresarials, va especialitzar-se en psicologia. Després d'obtenir el grau, però, s'interessà novament pel món dels negocis i accedí al programa MBA de la Universitat de Michigan, on es graduà el 1964. Durant la seva etapa com a estudiant a Michigan, als primers anys 1960, l'impactaren en els esdeveniments que afectaven el seu país, especialment la lluita pels drets civils i la crisi dels míssils cubans.
En acabar els estudis de màster en administració d'empreses, començà a treballar per la Ford Motor Company a l'àrea de recursos humans. Amb tot, no s'hi està gaire temps. Ritzer va definir-ne l'estada a Ford com "incòmoda" i "poc creativa". Al cap d'unes setmanes, decidí encetar els estudis de doctorat i, el 1965, es va matricular a la Universitat de Cornell en un programa de Comportament Organitzatiu. Al 1968 va obtenir el doctorat. Va ser llavors quan Harrisson Trice, el seu assessor a la universitat, li va suggerir d'estudiar sociologia. Ritzer, però, no en sabia res de sociologia. Amb tot, després de llegir Introducció a la Sociologia (de Leonard Broom i Philip Selznick), restà captivat per aquest camp d'estudi.  En acabar l'etapa a Cornell, va passar per l'Univetsitat de Tulane i, finalment, accedí a una plaça de professor a la Univeritat de Kansas. L'any 1975, set anys després d'obtenir el doctorat, va ser contractat com a professor titular a la Universitat de Maryland, gràcies al seu treball Sociology: A Multiple Paradigm Science. Als anys 1980 s'orientà cap a l'estudi de la Teoria Social i, posteriorment, a la dècada del 1990, vers la Metateorització. Aquesta àrea temàtica reflexiona sobre l'estudi sistemàtic de l'estructura subjacent a la teoria sociològica. La seva principal obra en aquest àmbit és Metatheorizing in Sociology (1991).
A partir dels anys 1990 abandonà la recerca teòrica i dirigí el seu treball vers la sociologia aplicada. De fet, a la dècada del 1980 ja havia començat a fer-ho amb l'intent d'aplicar la teoria de la racionalitat de Max Weber als restaurants de menjar ràpid (1983) i a la professió mèdica (1988). Finalment, al 1993, publicà La McDconaldització de la Societat; obra que continuà amb L'Expressió d'Amèrica: una crítica a la societat global de les targetes de crèdit (1995) i La Tesi de la McDonaldització (1998). A partir de L'any 1999, enfocà definitivament els seus esforços a la sociologia del consum. Al llibre Encantar un món desencantat: la revolució del mitjans de consum (1999) utilitza la teoria postmoderna, la marxiana i la weberiana per analitzar l'impacte social dels nous mitjans de consum: grans magatzems, centres comercials, comerç electrònic, creuers i parcs d'atraccions, entre d'altres.

## La McDonaldització de la Societat

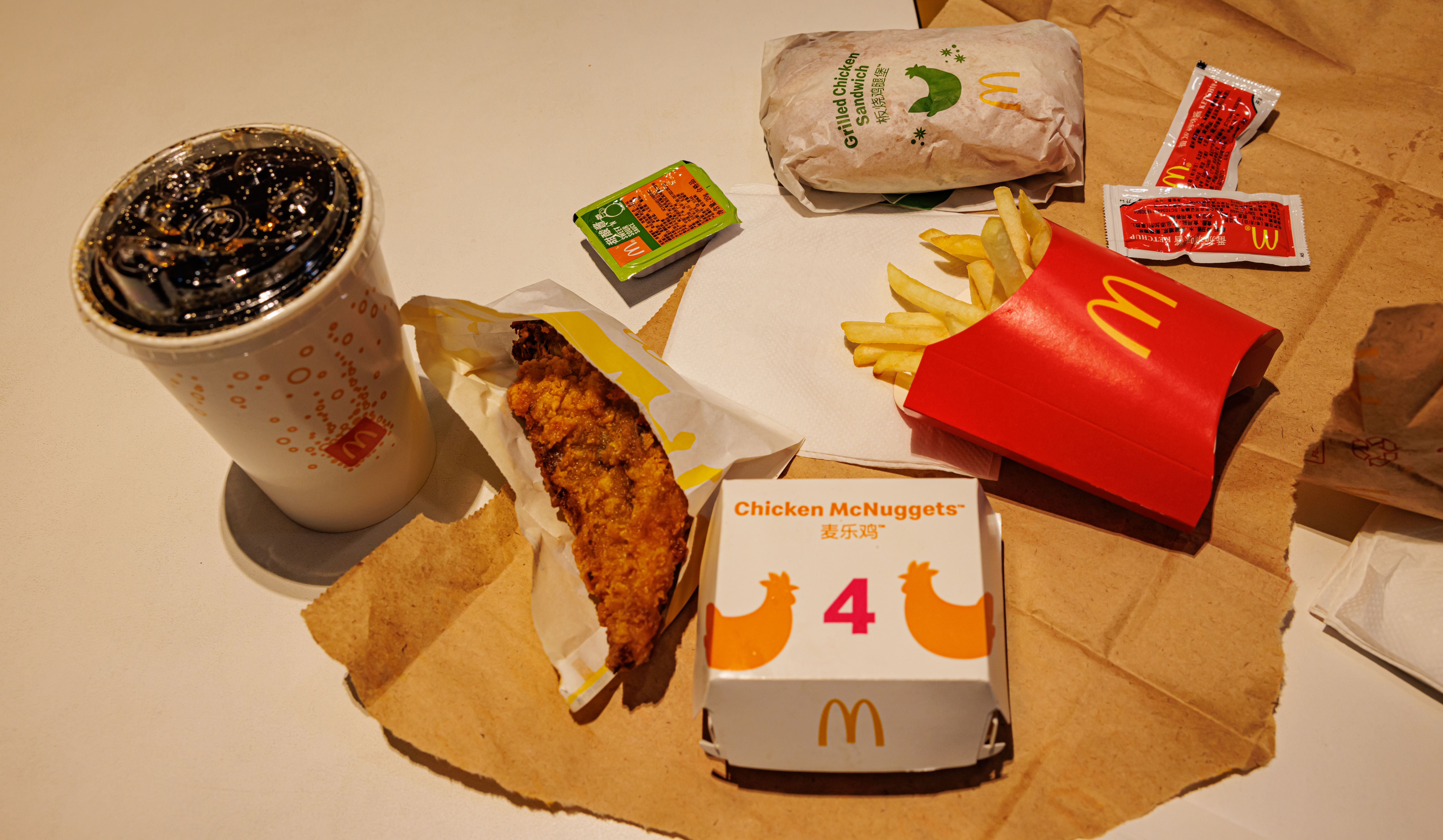
Productes de la cadena de restaurants McDonald's

L'obra més reconeguda d'en Ritzer és La McDonaldització de la Societat (1993). En aquest treball aborda tres aspectes clau de la modernitat: la McDonaldització, la globalització i el desenvolupament dels nous mitjans de consum.
Aquesta obra rep la influència teòrica del concepte de racionalitat d'en Max Weber. Així, per a Ritzer, els restaurants de menjar ràpid representen el paradigma contemporani de la racionalitat formal. Si en l'època de Weber el model de sistema formal era la burocràcia, en l'actualitat ho representen aquest tipus de restaurants. Ritzer afirma que la racionalitat formal moderna té quatre dimensions:
- Eficiència: cerca dels millors mitjans per obtenir un objectiu. El servei dels restaurants de donar menjar ràpid a través d'una finestreta per als automòbils, n'és la mostra.
- Previsibilitat: absència d'ensurts. El producte (p. ex. Big Mac) és el mateix a Los Angeles que a Nova York. Altrament, allò que es consumeix en els restaurants avui és el mateix que l'any vinent. La previsibilitat, doncs, es dona tant en l'espai (lloc) com en el temps (moment).
- Quantitat: predomini de la quantitat sobre qualitat. Els sistemes racionals accentuen una quantitat elevada de producte en comptes de la qualitat.
- Tecnologia: substitució del treball humà per la tecnologia. Els restaurants de menjar ràpid elaboren menjar, però no es basen en la capacitat o habilitat del cuiner, sinó en la tecnologia i en un equip de cuiners no qualificats que segueixen instruccions per fer el menjar; una mena de cadena de muntatge aplicada a la cuina.

Per a Ritzer, l'efecte de tot l'anterior és un procés de comporta irracionalitats a la societat, perquè es desmitifica i es deshumanitza el ritual del menjar.

#### Les targetes de crèdit
Un altre bon exemple del procés de McDonalització són les targetes de crèdit, que presenten les mateixes característiques que la indústria del menjar ràpid.
- Eficiència. El procés per obtenir una targeta de crèdit no és llarg ni pesat, com sovint ho era antigament. Avui en dia, només cal respondre un grapat de preguntes per obtenir-ne una. Fins i tot, és habitual que els bancs ofereixin targetes "preaprovades" als seus clients.
- Previsibilitat. La targeta serveix per fer un consum més previsible, encara que no es tingui prou liquiditat.
- Quantitat. Els clients es fixen en el nombre de targetes de crèdit que poden obtenir i en el total dels límits de crèdit, sense tenir en compte l'impacte negatiu d'un excés d'endeutament.
- Control tecnològic. La decisió d'emetre una targeta o d'augmentar el límit de crèdit a un client depèn del resultat dels algoritmes informàtics.

Les irracionalitats resultants del procés són: a) la deshumanització de les relacions amb el client, que és tractat a través de robots telefònics i programes informàtics i b) la deshumanització dels mateixos empleats dels bancs, que veuen com la interacció amb els clients és apuntada a l'agenda i programada pel sistema.

## Americanització i Globalització
Al llibre La Tesi de la McDonaldització (1998), Ritzer intenta analitzar si aquesta forma de modernitat es descriu millor com un procés de globalització o d'americanització. Amb aquest objectiu, aborda l'anàlisi dels dos conceptes.
Als anys seixanta del segle xx, l'anomenada teoria de la modernització es va relacionar amb la idea d'americanització. Els teòrics d'aquest corrent tendien a beneir el desenvolupament dels països occidentals, especialment dels Estats Units, considerant que la resta del món havia de seguir la mateixa direcció en l'ambit polític, econòmic i social. Al capdavall, l'americanització es pot definir simplement com la influència de les normes, valors, estructures i institucions estatunidenques en la resta del món. Així, McDonald's és un bon exemple d'un producte americà que s'ha anat exportant agressivament a la resta del planeta (de fet, el gruix dels beneficis empresarials procedeixen de fora dels Estats Units).
Amb tot, el procés d'americanització no ha estat un focus d'interès en la sociologia contemporània. Per contra, si ho ha estat la globalització. En aquest punt, Ritzer parteix dels treballs de Arjun Apadurai sobre la globalització econòmica i el concepte de "terceres cultures". Aquest marc teòric destaca l'existència d'un conjunt de "cultures" que tenen la capacitat de travessar fronteres nacionals i accedir a un nivell globalitzat (per exemple, els moviments financers a escala global, el turisme o l'expansió de les tecnologies arreu del planeta). Ritzer conclou que els processos com la McDonaldització es defineixen millor sota el paraigua de l'americanització que de la globalització. Si bé negocis com McDonalds, i d'altres similars, tenen un abast internacional, segueixen tenint la base i les arrels culturals als Estats Units. És a dir, encara no han esdevingut  una "cultura autònoma", com sí ho han fet la tecnologia o les finances.

## Obres destacades
Ritzer ha publicat moltes monografies i llibres de text. Ha editat tres enciclopèdies, inclosa la Blackwell Encyclopedia of Sociology. També ha escrit un centenar d'articles acadèmics.
- Toward an Integrated Sociological Paradigm (1981)
- Metatheorizing in Sociology (1991)
- Metatheorizing (1992)
- The McDonalization of Society (1993, 1996),
- Expressing America: A critique of the Global Credit Card Society (1995),
- The McDonalization Thesis (1998)
- Enchanting a Disenchanted World: Revolutionizing the Means of Consumption (1999).
- Classical Sociologial Theory (2000)
- Explorations in Social Theory: From Metatheorizing to Rationalization (2001)
- Modern Social Theory (2002)
- Encyclopedia of Sociology (2007)
- The Blackwell Companion to Globalization (2007)
- Globalization: A Basic Text (2009)
- Encyclopedia of Globalization (2012)

## Premis acadèmics
Premis acadèmics
- Doctor Honoris Causa per la Universitat La Trobe, Melbourne, Austràlia.
- Patró honorari de la Societat Filosòfica de la Universitat, Trinity College, Dublín.
- Premi per la contribució distingida a l'ensenyament de l'Associació Americana de Sociologia.
- Robin William Lectureship de la Eastern Sociological Society[16]